# Warren Cole
Warren Joseph Cole (Palmerston North, 12 settembre 1940 – Hamilton, 17 luglio 2019) è stato un canottiere neozelandese.

## Palmarès

### Olimpiadi
- 1 medaglia:
  - 1 oro (Città del Messico 1968 nel quattro con)

### Mondiali
- 1 medaglia:
  - 1 bronzo (St. Catharines 1970 nell'otto)